# Trucks and Bus Company
Die Trucks and Bus Company, oder kurz auch TBCo und T&BC, war ein im Jahr 1976 gegründetes Joint-Venture zwischen der italienischen Industrial Vehicles Corporation (IVECO) und dem staatlichen libyschen Sekretariat der Industrie und Bodenschätze. Der Hauptsitz des Unternehmens befand sich in Tagiura. Ein weiteres Werk betrieb der Hersteller in der Landeshauptstadt Tripolis.
Anfangs als einfacher Monteur für den lokalen Marktbedarf gestartet, entwickelte sich das Unternehmen zu einem der größten Zulieferer der IVECO. Zuletzt versorgte der Hersteller die Montagewerke in Spanien, Portugal, Tunesien, Algerien und Ägypten mit Fahrgestellen und einer Vielzahl anderer Fahrzeugteile.
Nach dem Fall des Gaddafi-Regimes im Zuge des libyschen Bürgerkriegs stellte das Unternehmen im Spätjahr 2011 seine Tätigkeiten vorübergehend ein. Nach Prüfungen wegen Korruptionsvorwürfen seitens der neu ernannten Übergangsregierung wurde ein Wiederaufbau initiiert. Die Arbeit wurde im Februar 2013 wiederaufgenommen.

## Produktübersicht

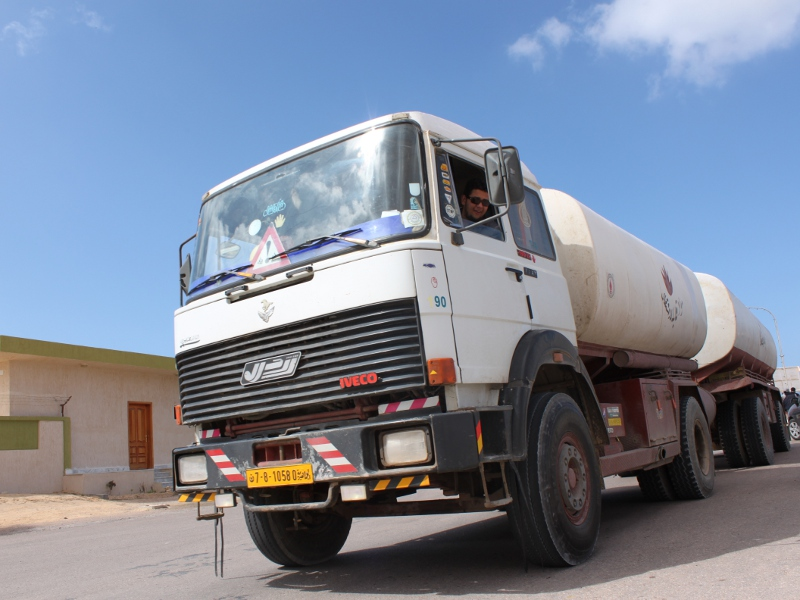
Ein T&BC Trakker als Tanklastzug in Adschdabiya

- Iveco 145.17
- T&BC City Bus 160
- T&BC Daily
- T&BC Inter City Bus 160
- T&BC Midi Bus 59/12
- T&BC Mini Bus 40/12
- T&BC Pick Up 52-12
- T&BC Range Pick Up 35-12
- T&BC Trakker